# Beatriz da Provença
Beatriz da Provença (em francês:  Beatrice; 1229 — 23 de setembro de 1267) foi condessa da Provença por direito próprio e rainha consorte da Sicília por casamento com Carlos I da Sicília. Através do mesmo matrimônio, a Provença passou do domínio aragonês para a coroa francesa.

## Biografia
Beatriz era a filha mais nova de Raimundo Berengário IV da Provença e de Beatriz de Saboia. Seu pai teve quatro filhas, mas nenhum filho varão sobrevivente. A mais velha, Margarida, casou-se com o rei Luís IX da França; a segunda, Leonor, casou-se com Henrique III e era rainha da Inglaterra; e a terceira, Sancha, casou-se com o abastado Ricardo, conde da Cornualha, que se tornaria rei dos romanos em 1257, irmão de Henrique. O casamento de Luís IX com Margarida fora arranjado por Branca de Castela, a mãe do primeiro, na esperança de que ele pudesse herdar a Provença e Focalquier quando Raimundo Berengário morresse. No entanto, Raimundo deixou tudo para Beatriz. Jaime I, rei de Aragão, com o intuito de unir a Provença e Toulouse, planejava desposar Beatriz, que era sua prima-sobrinha, mas a corte francesa interveio persuadindo o Papa a negar o matrimônio.

### Condessa Beatriz
Quando Raimundo Berengário faleceu, em 1245, Beatriz tornou-se uma das herdeiras mais atraentes da Europa medieval. Vários pretendentes tentavam se apoderar dela. Então sua mãe, Beatriz de Saboia, colocou a jovem Beatriz a salvo numa fortaleza, assegurou a confiança de seus súditos, e procurou a proteção do Papa. Em dezembro daquele ano, uma reunião ocorreu em Cluny entre o papa Inocêncio IV, Luís IX da França, sua mãe Branca de Castela, e seu irmão Carlos Estêvão da França. Foi decidido que, em troca de Luís IX apoiar militarmente o papa, este permitiria que Carlos, o irmão mais novo do rei da França, se casasse com Beatriz. No entanto, a Provença jamais iria para o domínio francês de outra forma senão através de Carlos. Acordou-se que, se Carlos e Beatriz tivessem filhos, o condado iria para eles; do contrário, para Sancha da Provença. Caso Sancha morresse sem deixar herdeiros, a Provença iria para o Rei de Aragão.
Beatriz de Saboia, a quem fora garantido o usufruto do condado durante a sua vida segundo o testamento de seu esposo, concordou com o casamento. Carlos, junto com Filipe de Saboia e quinhentos cavaleiros partiram de Lião para Provença. Durante a jornada, encontraram Raimundo VII de Toulouse que também tinha um exército a caminho da Provença. No entanto, Raimundo levava menos homens que Carlos e este foi mais rápido. Ao chegar a Aix-en-Provence, Jaime I de Aragão, mas não teve permissão de ver Beatriz, estava com seus soldados cercando o castelo onde ela e sua mãe residiam. Houve uma pequena contenda, mas o rei de Aragão retirou-se dignamente. Para a jovem Beatriz, Carlos, que era descrito como um jovem admirável, era uma solução satisfatória para seus problemas. O casamento aconteceu em Aix-en-Provence. Havia soldados de guarda e a noiva foi escoltada por seu tio Tomás II, conde de Saboia.
Tão logo Carlos se tornou conde da Provença, ele trouxe sua própria equipe de advogados e contadores da França. Excluiu sua sogra do governo do condado e começou a tomar castelos, poder e impostos da nobreza, a qual anteriormente desfrutara de um certo grau de independência no governo de suas cidades. Carlos se fez bastante impopular. Beatriz de Saboia mudou-se para Focalquier em protesto e os oficiais do novo conde foram expulsos da cidade de Marselha.

### Sétima Cruzada
Em maio de 1247, Beatriz e Carlos foram reportados estando em Melun, onde Carlos foi feito cavaleiro por seu irmão Luís IX. Beatriz acompanhou seu esposo na Sétima Cruzada, em 1248. Liderados por Luís, os cruzados fizeram uma procissão prolongada pela França. Antes de partirem, Beatriz e Carlos se encontram com Beatriz de Saboia em Beaucaire para uma tentativa de acordo sobre a Provença. Enquanto os assuntos mais importantes seriam deixados de lado até o momento em que os dois retornassem, foi decidido que Beatriz de Saboia abriria mão dos direitos sobre o castelo de Aix em troca de uma porcentagem da receita do condado.
Beatriz deu à luz sua primeira criança em Nicósia, um menino muito elegante e bem formado, como o irmão mais velho de Carlos Estêvão, Roberto I de Artois escreveu para a mãe deles. Beatriz ficou com sua irmã Margarida, em Damieta, onde eles perderam contato com o rei e seu exército. As duas deram à luz durante a sua estadia em Damieta.
Em 1250, elas se juntaram ao resto dos cruzados em Acre, onde o resgate do rei foi pago. Carlos e Beatriz, junto com muitos outros nobres, partiram logo depois. Eles viajaram para a corte do imperador Frederico II para pedir-lhe que mandasse ao Rei da França mais homens para a cruzada. O imperador, porém, que fora excomungado, precisava de seu exército para combater o Papa, e negou o pedido. Carlos e Beatriz foram então obrigados a ir a Lião encontrar-se com o Papa. Ao retornarem à Provença, em 1251, uma revolta aberta havia se insurgido, incitada pela mãe de Beatriz, que sentia que Carlos falhara em respeitar seus direitos sobre o condado. Em julho de 1252, Carlos conseguira aplacar os revoltosos. Contudo, em novembro, sua mãe, Branca de Castela, faleceu, e ambos tiveram que ir a Paris, onde Carlos assumiu a regência da França com seu irmão, Afonso de Toulouse. O Papa ofereceu-lhe o Reino da Sicília, mas Carlos então teve que recusar a oferta, uma vez que estava preocupado com outros assuntos e não tinha o dinheiro necessário.

### Tornando-se rainha

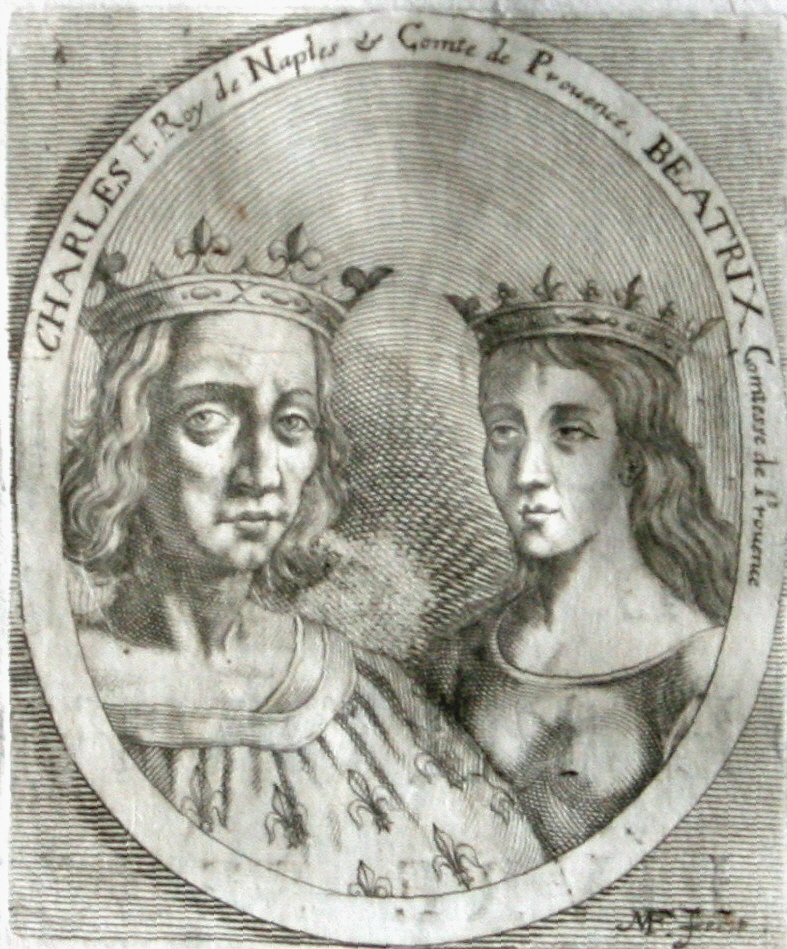
Beatriz e o marido, Carlos.

A cruzada retornou em 1254. Carlos e Beatriz passaram o Natal lá naquele ano, em que todas as irmãs de Beatriz e sua mãe estavam presentes, e notou-se que as outras quatro mulheres trataram Beatriz friamente, devido aos termos do testamento de Raimundo Berengário.
A irmã de Beatriz, Margarida de Provença, rainha consorte de França, ofendeu-a publicamente, em 1259, negando-lhe assento na mesa da família, dizendo que, como Beatriz não era uma rainha como suas irmãs, não podia se sentar com elas. Margarida tinha esperado provocar sua irmã a um comportamento traiçoeiro para assim ter um motivo válido para invadir a Provença. Beatriz, com grande pesar, dirigiu-se a Carlos, que, segundo dizem, lhe falou: Acalme-se, pois logo far-te-ei uma rainha maior que elas.
Quando o novo papa deu a Carlos o Reino da Sicília, seu desafio era derrotar Manfredo da Sicília, meio-irmão do Conrado IV, rei dos romanos, que usurpara o trono siciliano do filho de Conrado, Conradino. Outro competidor ao trono da Sicília era o sobrinho de Beatriz, Edmundo de Lencastre. Mas logo ficou claro que Carlos era o candidato mais promissor. Para atingir seu objetivo, Carlos precisava de um exército e Beatriz ajudou-o a formar um. Ela convocou todos os seus cavaleiros, assim como os jovens da França, e ela penhorou todas as suas joias para assegurar que eles se ajuntassem ao exército de seu esposo.
Carlos foi primeiramente a Roma, e Beatriz seguiu com o restante do exército através das passagens traiçoeiras pelos Alpes, durante o outono de 1245. Levaram seis semanas para chegar a Roma, mas uma vez que ambos foram coroados rei e rainha da Sicília, em 6 de janeiro de 1266. Tão logo as festividades da coroação terminaram, Beatriz ficou em Roma com uma pequena força para proteger a cidade, enquanto Carlos partiu para a Batalha de Benevento. Após a vitória de seu esposo, em 26 de fevereiro de 1266, ela escolheu o castelo de Melfi como sua residência.
Beatriz faleceu um pouco mais de um ano depois de se tornar rainha. A causa de sua morte não foi reportada. Seu corpo foi sepultado primeiramente na Catedral de São Januário, em Nápoles, mas, posteriormente, Carlos transferiu seus restos mortais para Aix-en-Provence, onde jazem na Igreja de São João de Malta, ao lado dos de Raimundo Berengário V.

### Descendência
Carlos e Beatriz tiveram sete filhos:
| Nome             | Nascimento | Falecimento          | Observações |
| ---------------- | ---------- | -------------------- | --- |
| Luís de Anjou    | 1248       | 1248                 | Nascido e morto em Nicósia, Chipre, enquanto seus pais viajavam à Palestina.                                          |
| Branca de Anjou  | c. 1250    | 1270                 | Casou, em 1266, como sua primeira esposa, com o futuro conde Roberto III de Flandres. Faleceu de parto.               |
| Beatriz de Anjou | 1252       | 1275                 | Casou, em 1273, com Filipe de Courtenay.                                                                              |
| Carlos de Anjou  | c. 1254    | 6 de maio de 1309    | Sucedeu à mãe e ao pai como conde da Provença e rei da Sicília como Carlos II.                                        |
| Filipe de Anjou  | c. 1255    | 1 de janeiro de 1277 | Casou-se, em 1271, com Isabel de Villehardouin, futura princesa da Acaia. Nomeado rei titular de Tessalônica em 1274. |
| Roberto          | c. 1258    | 1265                 | Morreu novo. |
| Isabel de Anjou  | 1261       | c. 1304              | Casou-se, em 1270, com o futuro Ladislau IV da Hungria.                                                               |